# Păuleni-Ciuc, Harghita
Păuleni-Ciuc (în maghiară Csíkpálfalva) este satul de reședință al comunei cu același nume din județul Harghita, Transilvania, România.